# Verdun (métro de Montréal)
Pour les articles homonymes, voir Verdun (homonymie).
Verdun est une station de la ligne verte du Métro de Montréal. Elle est située rue de Verdun dans l'arrondissement Verdun à Montréal, province de Québec au Canada.

## Situation sur le réseau

Plan du métro (2021).

Établie en souterrain, Verdun est une station de passage de la ligne verte du métro de Montréal. Elle est située entre la station Jolicoeur, en direction du terminus sud Angrignon, et la station De l'Église, en direction du terminus nord Honoré-Beaugrand.
Elle dispose des deux voies de la ligne, encadrées par deux quais latéraux. 

## Histoire
Pour ses loyaux services, les seigneurs de Montréal, les Sulpiciens, concédèrent à Zacharie Dupuis en 1671 un fief noble, sans droits de justice, de 320 arpents, au bas du Sault Saint-Louis (aujourd'hui rapides de Lachine, à 6 km du centre-ville de Montréal).
Ce fief sera nommé fief Verdun, pour évoquer le lieu d'origine de Dupuis, nouveau sieur de Verdun. Le nom de l'arrondissement de Verdun, au sud-ouest de Montréal, provient de cet ancien fief.
La station s'est brièvement appelée Station de Verdun entre mai et novembre 2014, avant que la Société de transport de Montréal ne revienne sur sa décision,.

## Services aux voyageurs

### Accès et accueil
La station dispose de deux édicules : Verdun Nord, 4525, rue de Verdun et Verdun Sud, 4520, rue de Verdun. Chaque édicules comporte une seule sortie vers la Rue Verdun.

Installations
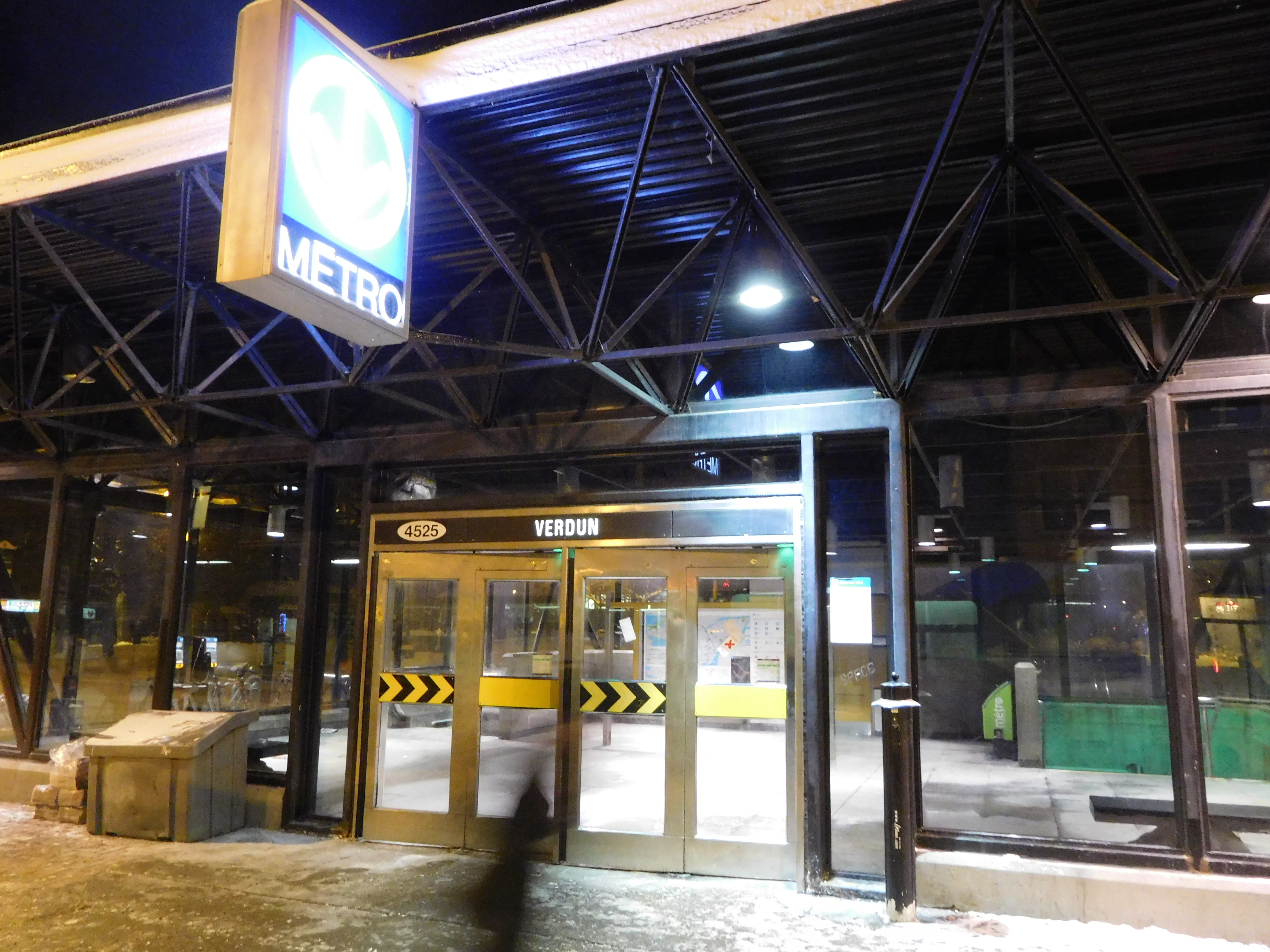
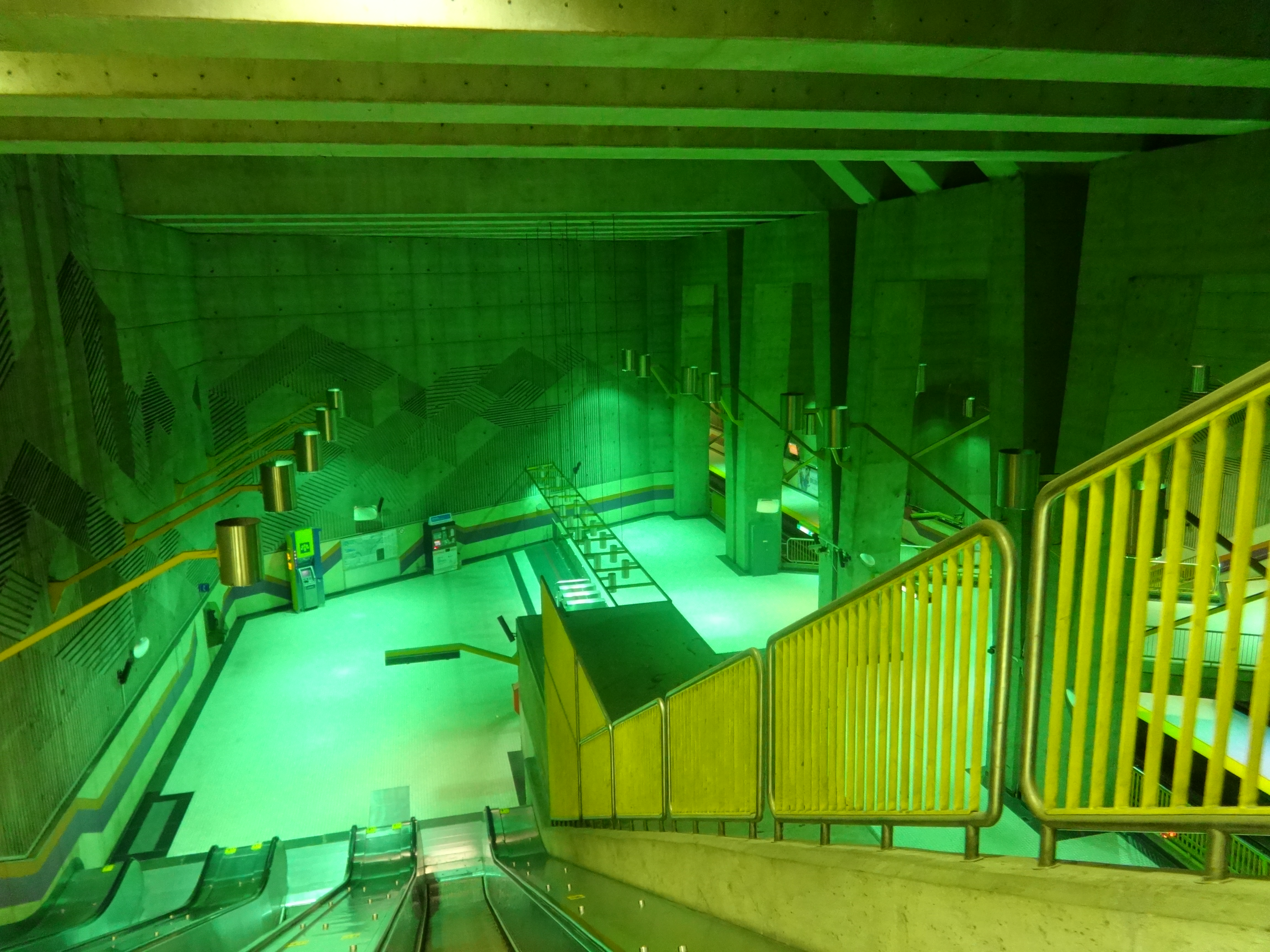
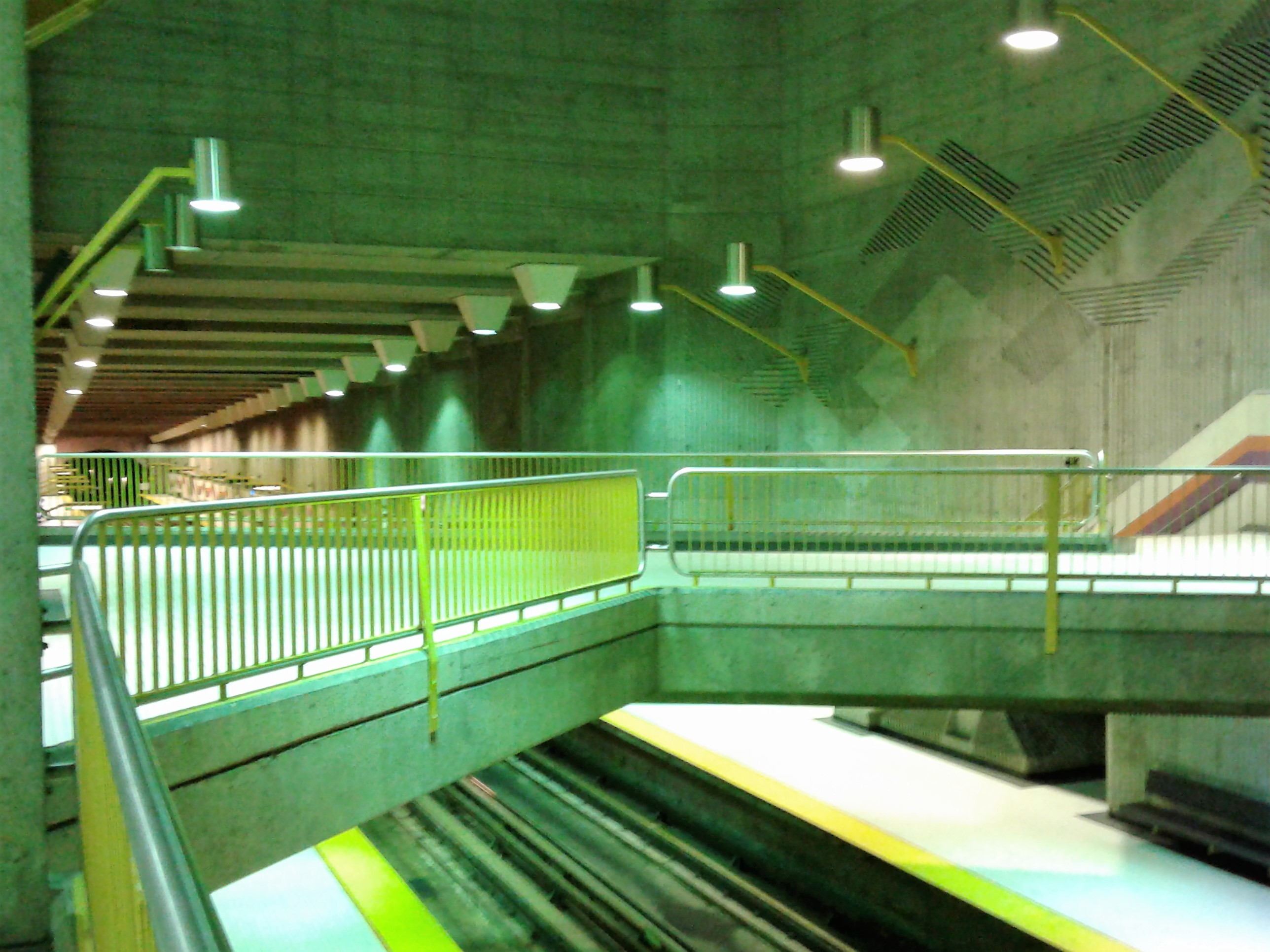

### Desserte
Verdun est desservie par les rames qui circulent sur la ligne verte du métro de Montréal. Le premier passage à lieu : tous les jours, à 06h00, en direction de Angrignon, et à 05h34, en direction de Honoré-Beaugrand, le dernier passage à lieu : direction Angrignon, en semaine et le dimanche à 01h12, le samedi à 01h42 ; direction Honoré-Beaugrand, en semaine et le dimanche à 00h39, le samedi à 01h09. Les fréquences de passage sont de 3 à 12 minutes suivant les périodes.

Installations et desserte
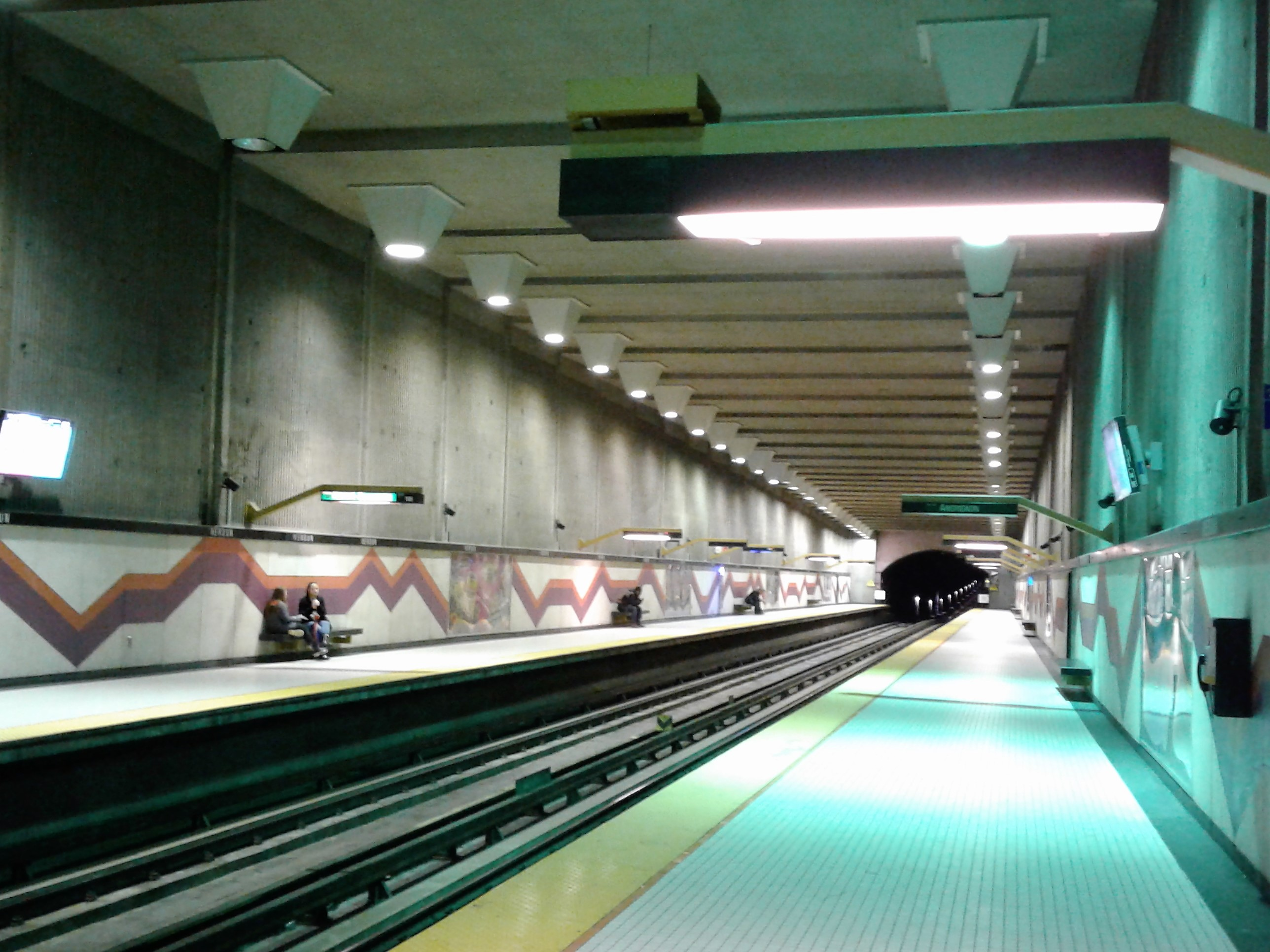
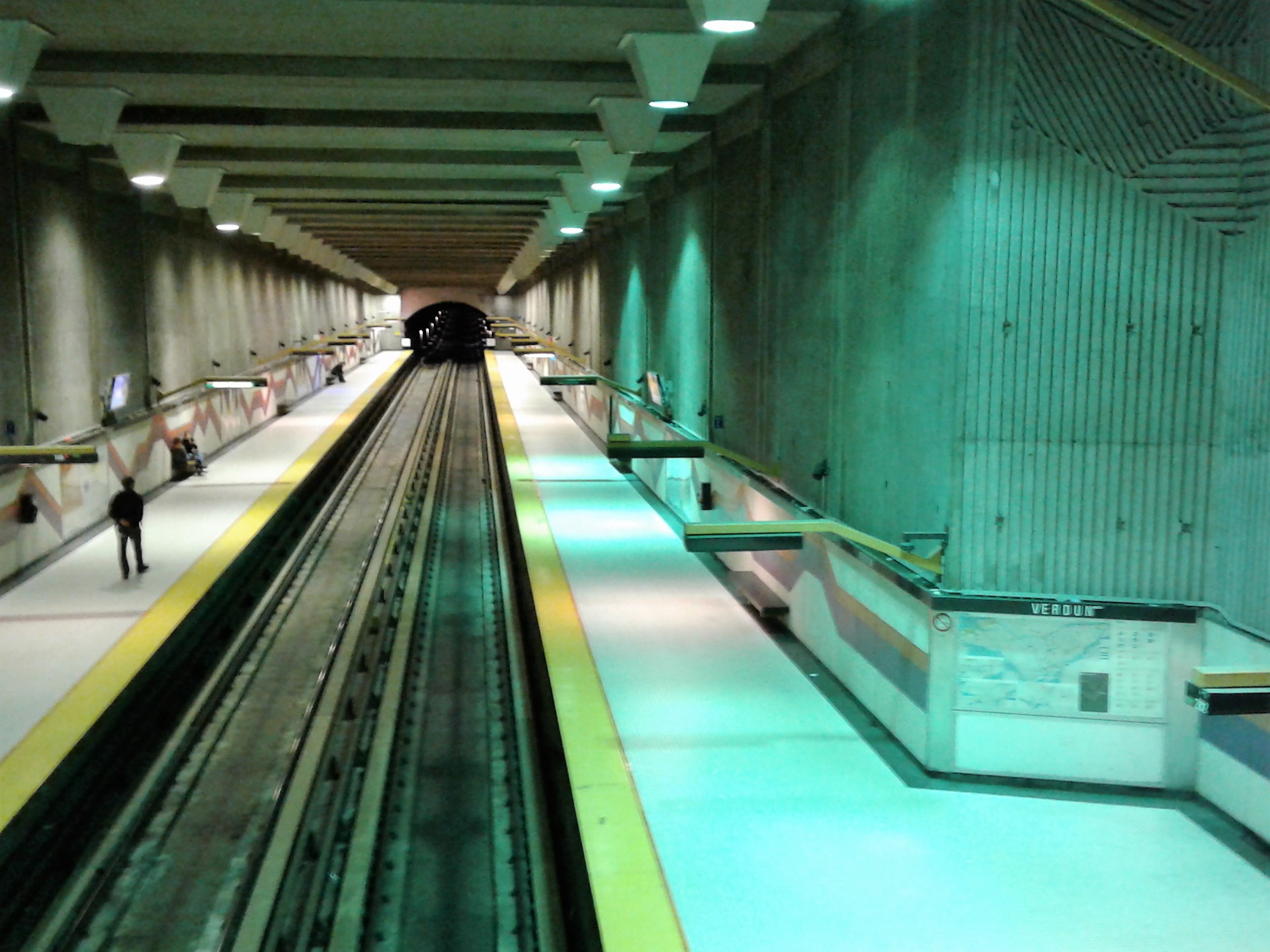
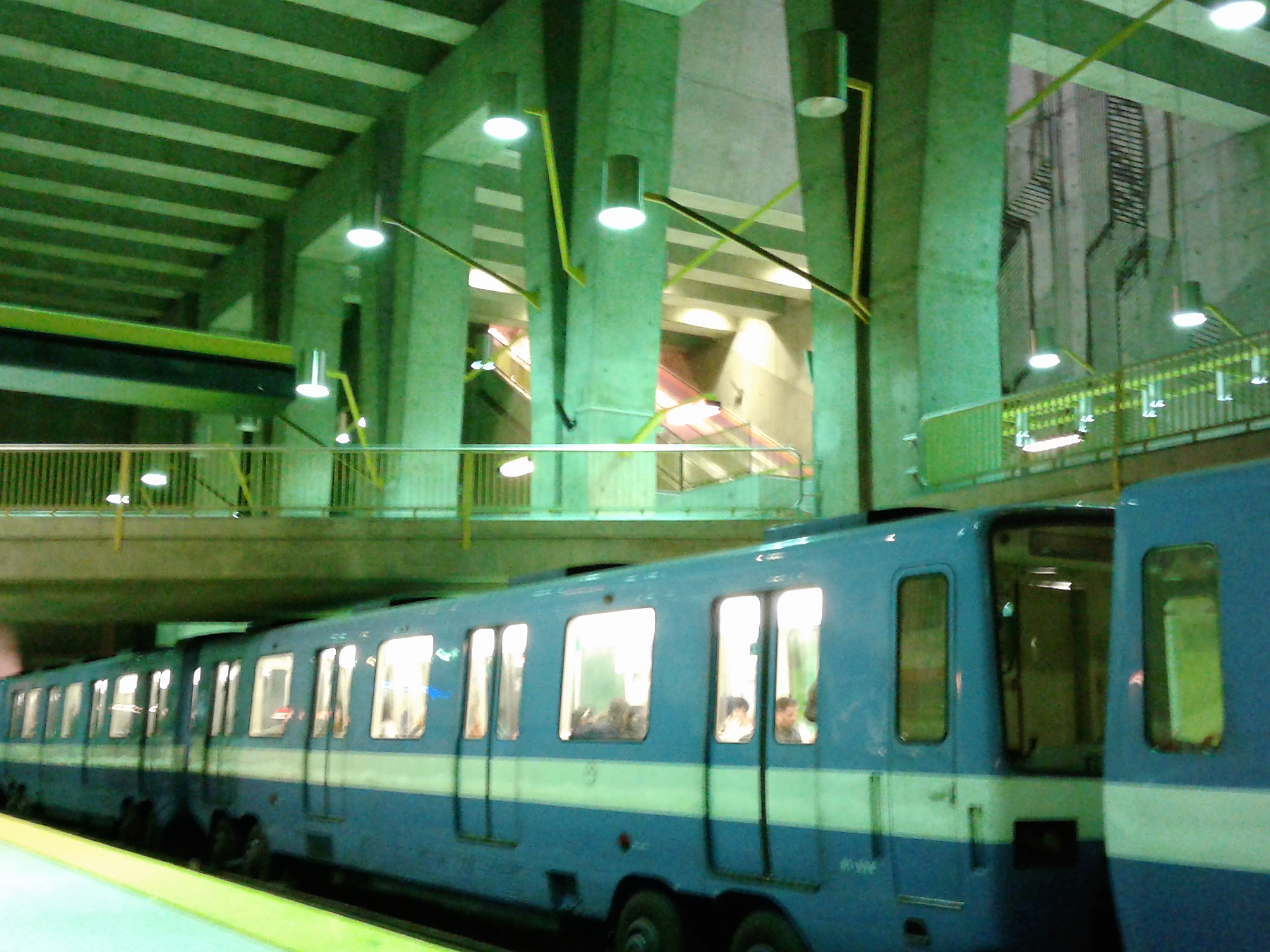

### Intermodalité
Proche de la station, des arrêts d'autobus sont desservis par les lignes de jour : 107 Verdun et une ligne de nuit 350 Verdun / LaSalle.

## L'art dans la station
C'est une station composante de l'Art du métro de Montréal, elle abrite l'œuvre « Bas-reliefs » (1978), béton cannelé, de Antoine Lamarche, installation dans toute la station.

« Bas-reliefs »
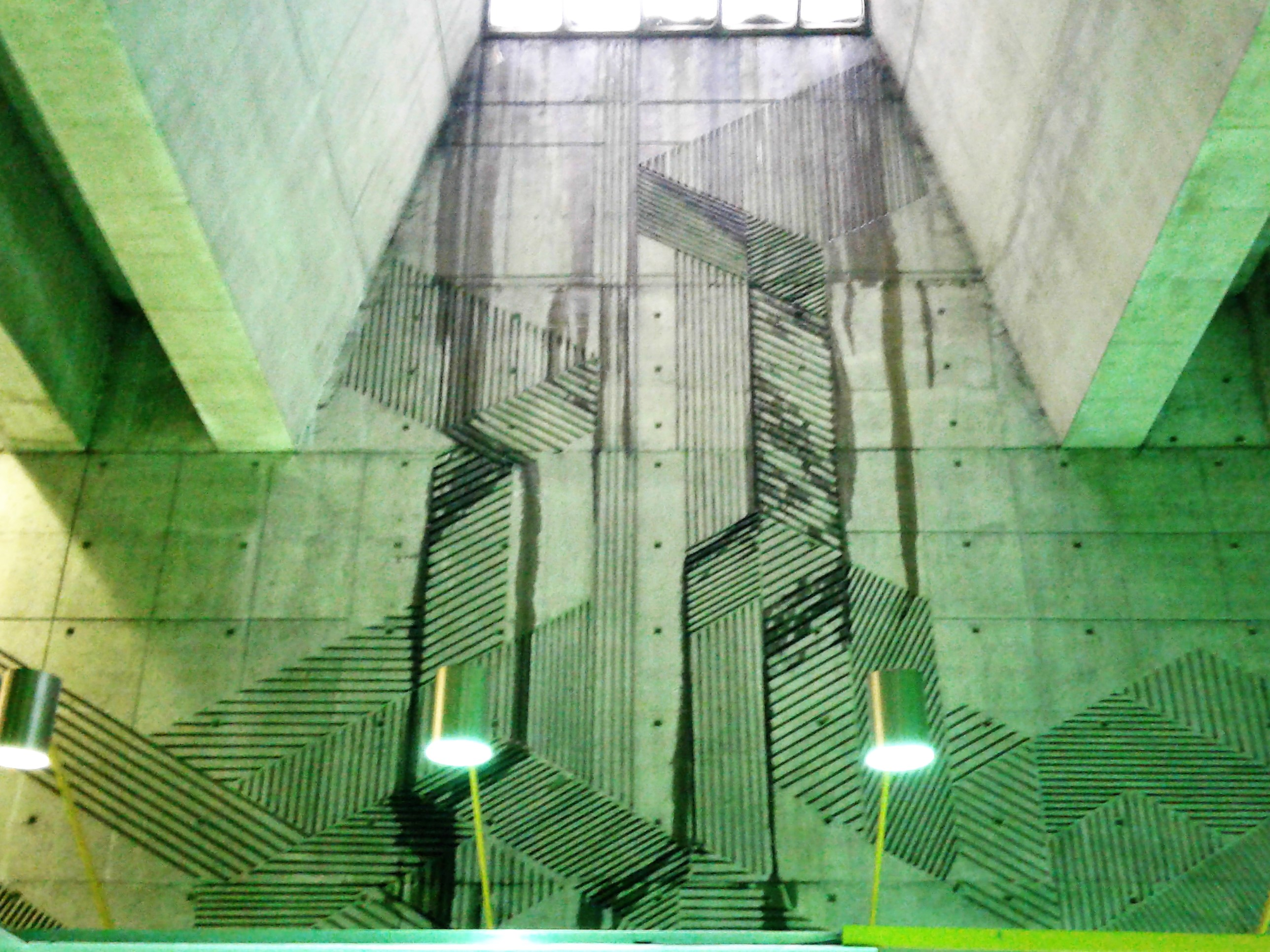
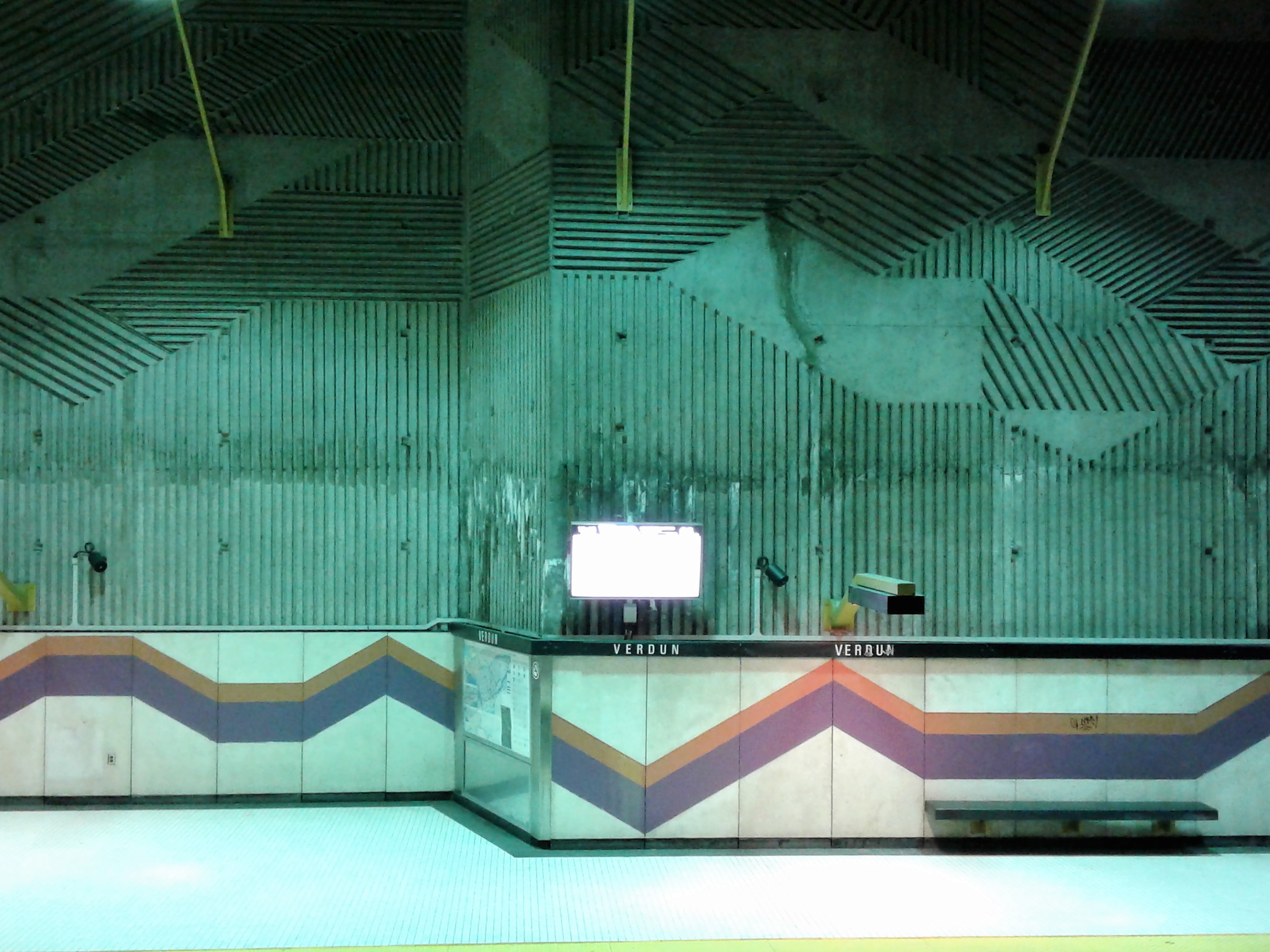
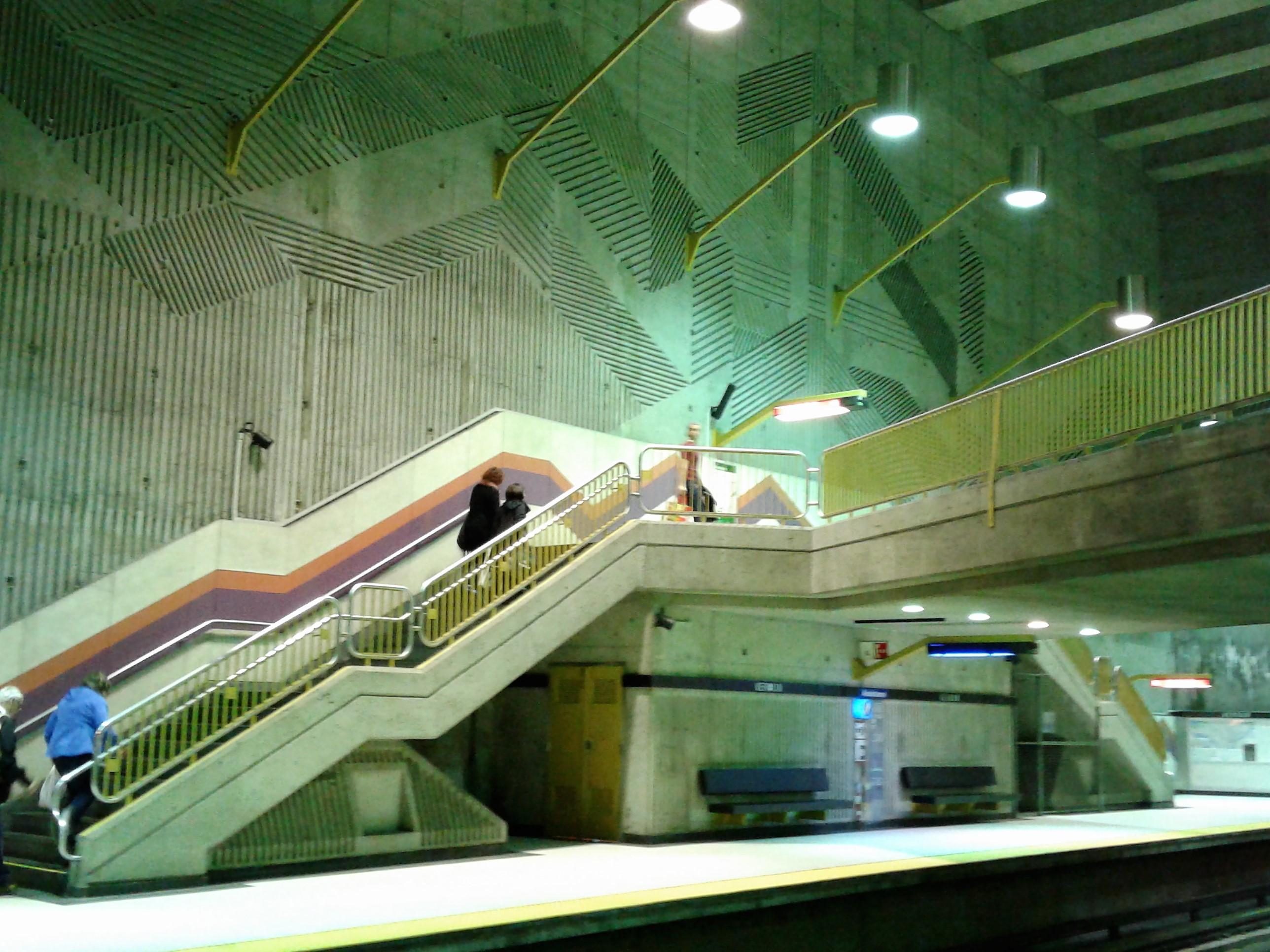

## À proximité
- St. Willibrord Hospitality Centre
- Hôtel de ville de Verdun
- École Lévis-Sauvé
- Régie du logement
- Centre communautaire Marcel-Giroux